# Rhizophagus remotus
Rhizophagus remotus es una especie de coleóptero de la familia Monotomidae. Se lo encuentra bajo la corteza de pinos y álamos.

## Distribución geográfica
Habita en Canadá y los Estados Unidos con distribución disjunta (en el este y el oeste, pero no en el centro de estos países).